# オレたちゲーセン族
『オレたちゲーセン族』（オレたちゲーセンぞく）は、1980年代から90年代初頭のアーケードゲームを移植したPlayStation 2用ソフトのシリーズ。2005年から2007年にかけて、ハムスターより全19タイトルが発売された。

## 概要
2000年代のリバイバルゲームブームに乗って、過去のアーケードゲームを最新のゲーム機に移植するシリーズは各社より出ているが、他社のリバイバルゲームは1本のソフトに多数のタイトルを収録しているのに対して、本シリーズは収録するタイトルを1タイトルだけに絞っている。
キャッチコピーは「ウレシ、ハズカシ、ナツカシイ!」。発売当時の価格は税込みで2,000円。タイトルはテレビ番組『オレたちひょうきん族』のもじりである。
ソフト本体に加え、映像特典DVD、ゲームミュージックCD、公式ガイドブック、保存版インストラクションカード、解説書、コレクションカードの6点を同梱した「豪華7点セット」となっている。
開発元は作品によって異なる。レトロゲームの移植を得意とするメーカーであるゴッチテクノロジーやM2、および韓国の携帯電話コンテンツ制作会社であるREAKOSYSが開発しており、起動時のメーカーロゴによって確認可能。ゴッチテクノロジーはのちに同じくハムスターよりダウンロード配信されたアーケードアーカイブスの開発も担当している。
また、本シリーズで発売された作品は現在全タイトルアーケードアーカイブスで配信されている。

## シリーズ
カッコ内はオリジナル版の発売年とメーカー。記号は開発を担当したメーカーをあらわす。●はゴッチテクノロジー、★はM2、◆はREAKOSYS。
第1弾（2005年7月21日）
- スクランブル（1981年･コナミ）●
- クレイジー・クライマー（1980年･日本物産）●
- 空手道（1984年･テクノスジャパン（開発元）、データイースト（稼動元））●
- タイムパイロット（1982年･コナミ）●
- ムーンクレスタ（1980年･日本物産）●
- ソニックウィングス（1992年･ビデオシステム）

第2弾（2005年10月27日）
- バーガータイム（1982年･データイースト）◆
- イー・アル・カンフー（1985年･コナミ）★
- スーパーバレーボール（1989年･ビデオシステム）◆
- テラクレスタ（1985年･日本物産）◆

第3弾（2006年1月26日発売）
- クォース（1989年･コナミ）
- 熱血硬派くにおくん（1986年･テクノスジャパン）◆

第4弾（2006年3月23日発売）
- 熱血高校ドッジボール部（1987年･テクノスジャパン）◆
- ラビオレプス（1987年･ビデオシステム）◆

第5弾（2006年5月25日発売）
- 悪魔城ドラキュラ（1988年･コナミ）◆
- 魂斗羅（1987年･コナミ）◆
- プーヤン（1982年･コナミ）◆

第6弾（2007年2月8日発売）
- サンダークロス（1988年･コナミ）◆
- トリオ・ザ・パンチ（1990年･データイースト）◆

## オリジナル版との相違点など
本シリーズはオリジナル版をそのまま移植することを目指して開発されているが、移植の忠実さの度合いは作品によって異なり、良好に原作を再現している作品がある一方で、原作とは異なる動作をしたり、バグが多い作品も存在する。また一部作品では、メニューや機能まわり、付属のDVDやサウンドトラックの不備も若干ながらある。
（第1弾）ソニックウィングス
- 全体を通して、オリジナル版とはアルゴリズム等が異なる。

（第2弾）バーガータイム
- 複数のSEが重なると、音が割れて聞こえる事がある。
- 縦画面モードが搭載されていない。

（第2弾）テラクレスタ
- 収録されているBGMが、PSG音源版のみとなっており、FM音源版が収録されていない。本作の前後に発売されたアーケード版に忠実な移植版の多くは両方のバージョンが収録されており、同社から後にリリースされたアーケードアーカイブス版はどちらも収録されている。

（第3弾）クォース
- オープニングデモで、ブラックホールとブロック群の表示順位（どれが手前か）が逆になっている。
- BGMがスローテンポである。

（第3弾）熱血硬派くにおくん
- 1P、2Pのスタートボタンを押しながら「タイトル画面に戻る」を選択することでオリジナル版の実機同様に表示されるROMチェックにおいて、ROMエラーが表示される（海賊版のコピー基板と同じ挙動）。
- 最終面である4面のザコキャラの耐久値がオリジナル版より高く（海賊版のコピー基板と同じ挙動）、オリジナル版で通用した攻略パターンでは時間的にクリア不可能となってしまう場合がある。
- 画面右端の数ドットが途切れて出力されており、画面表示をどのように調整しても、ハイスコアの数値が常に見切れて表示される。
- ボーナス設定のスコアの表示が誤っており、30000点が300000点と表示されている。

（第4弾）熱血高校ドッジボール部
- 熱血硬派くにおくんと同様に、画面の右端が途切れている。
- ゲームバランスにも影響していた処理落ちがない。
- 音声のタイミングが不正確。

（第4弾）ラビオレプス
- 画面右端にゴミが表示されている。
- ニンジンボーナスタイムの終了音がない。
- 5面の冒頭で3面のBGMが鳴る。
- 最終ボスの叫び声がない。
- 付属DVDのプレイ動画が途中のステージまでしか収録されていない。

（第5弾）プーヤン
- ハイスコアのセーブが反映されない。

（第5弾）悪魔城ドラキュラ
- オープニングのドラキュラの笑い声のタイミングが少し早い。
- ネームエントリーのBGMが終了後にフェードアウトしない。
- 付属DVDのプレイ動画が3面までしか収録されていない。

（第5弾）魂斗羅
- 再スタートの際に前回のスコアが残ったままのときがある。
- BGMが全体的にスローテンポ。
- 付属DVDのノーミスプレイ動画が、残機数0でのクリアとなっている。

（第6弾）サンダークロス
- 処理が重く、BGMやゲーム自体が全体的にスローテンポ。付属サントラCDもスローテンポとなったBGMが収録されている。
- ファイヤーの効果音が割れている。
- 一部アイテムを取得した際の効果音がない。
- ボス前でBGMがフェードアウトしない。
- 4面の冒頭の轟音がない。
- 最終ボス戦でサウンドが鳴らない。
- エンディングやスタッフロールが無音。
- 表示物の優先順位が不正確で、本来は地形に隠れているはずの敵キャラが丸見えであったり、最終面で地形が崩れて表示されることがある。
- 2P側でプレイすると、アイテム取得など一部を除く得点がすべて1P側に入ってしまう（2P側だけでプレイしている場合でも）。
- ステージ終了後にゲームがフリーズしてしまうことがある。

（第6弾）トリオ・ザ・パンチ
- 処理が重く、BGMやゲーム自体が全体的にスローテンポ。

### MAMEの著作権表示
以下のタイトルのCD-ROM内のプログラムファイルに、ゲームエミュレータであるMAMEの著作権表示が含まれているものがある。これはMAMEのソースコードがこれらの開発に使用された可能性を示しているが、当時、MAMEの商用利用は認められておらず、本来は製品への使用が禁じられているものである。これについての発売元からのアナウンスなどは特にないまま、廃盤によって製品の販売を終了している。
- （第2弾）スーパーバレーボール
- （第3弾）熱血硬派くにおくん
- （第4弾）熱血高校ドッジボール部
- （第4弾）ラビオレプス
- （第5弾）悪魔城ドラキュラ
- （第5弾）魂斗羅
- （第6弾）サンダークロス
- （第6弾）トリオ・ザ・パンチ

### ハムスターによる謝罪
2014年にハムスターがアーケードアーカイブスシリーズを立ち上げることになった際の週刊ファミ通のインタビューにおいて、ハムスターの社長である濱田倫がインタビュアーの質問に答える形で、本シリーズについて謝罪を行った。
それによると、採算面の都合で開発を海外のチームに委託した際、「ゲームのクオリティーが低く、加えて重大な契約違反があったことから、シリーズの半ばで開発中止と商品の回収を行う事になるという大きな失敗を経験した。」としている。この反省を活かしてアーケードアーカイブスシリーズでは、日本のチームだけで開発することを表明した。